# Xysticus argenteus
Xysticus argenteus is een spinnensoort uit de familie van de krabspinnen (Thomisidae).
De wetenschappelijke naam van de soort werd in 1966 gepubliceerd door J.-F. Jézéquel.